# Nemejské hry

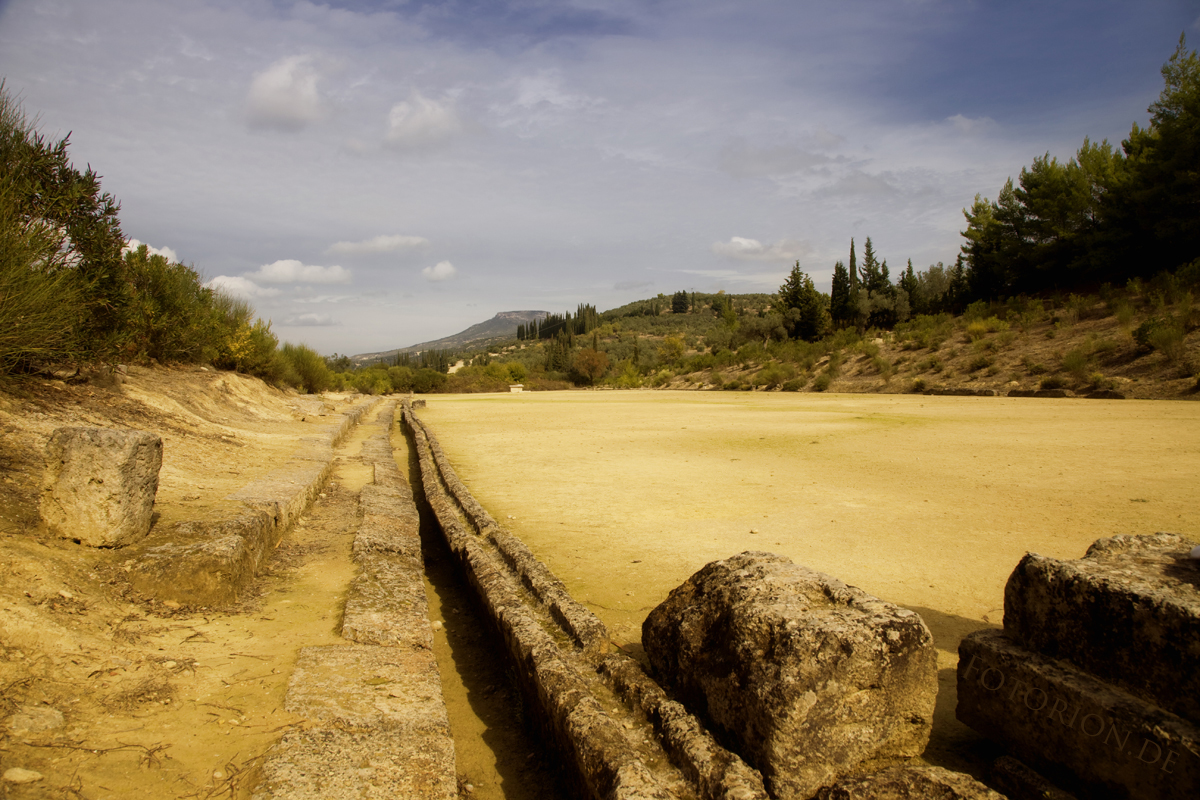
Antický stadion v Nemei

Nemejské hry (od starořecky Νέμεα–Nemea) byly starořecké soutěže pořádané na počest boha Dia v Nemei.
Nemejské hry se konaly na počest boha Dia v argolidském městě Nemea, na posvátném Diově okrsku. Podle tradice hry založil Herakles poté, co zabil nemejského lva, nebo Adrástos, aby připomínaly smrt Ofelta. Samotná Nemea byla podle mýtů nazvána po Nemei, dceři říčního boha Asopia.
Ve druhém století navštívil Nemeu a její okolí řecký cestovatel a spisovatel Pausanias a poutavě ji popsal: "Z Kleonu do Arga vedou dvě cesty: jedna je kratší a vhodná pro dobré chodce, druhá směrem na takzvaný Trétos je úzká, sevřená horami, ale i tak vhodnější pro vozy. V těchto horách ještě i dnes ukazují jeskyni nemejského lva a město Nemea je odtud vzdáleno patnáct stadií (2.775 m). V ní je pozoruhodný chrám Dia Nemejského, i přesto, že už dnes je jeho střecha zhroucená a nenachází se v něm ani jeho socha. Kolem chrámu je cypřišový háj a v něm byl prý do trávy odložen malý Ofeltés svou chůvou a usmrcen hadem. Argolidané v Nemei obětují Diovi a volí kněží Nemejského Dia a ještě připojují k zimní nemejskám slavnostem i Běh těžkooděnců... "
Nemejské hry se jako panhelénské hry poprvé konaly v roce 573 před Kr. a od těch dob pak každý lichý rok olympijského čtyřletého cyklu vždy začátkem léta. Hry řídil sbor hodnostářů, kteří se jmenovali podle olympijských hellanodikové. Hry se původně omezovaly na atletické a jezdecké disciplíny, přičemž jejich rozsah byl o něco menší než v Olympii, ale počet disciplín pro dorostence byl vyšší. V helénském období se jejich program rozšířil o dramatické a hudební soutěže.
Stadion, na kterém se soutěžilo, ležel v údolí pod lesnatým vrchem. Dnes je v areálu Archeologického naleziště Nemea odkryt vstupní tunel, část svahů pro diváky a běžecká trať.
Vítěz nemejských her byl ve starších dobách ověnčený celerovým věncem, v pozdějších dobách dubovou ratolestí z Diova stromu. Přestože byly nemejské hry co do významu za olympijskými, návštěvnost diváků a předních závodníků byla vysoká. Na dobu jejich trvání se také prohlašovala ekecheira (posvátný mír), která se vztahovala na celé její okolí i na cestu účastníků.